# Tony Cragg
Anthony Douglas (Tony) Cragg, (Liverpool, 9 april 1949) is een Engelse beeldhouwer, die woont en werkt in Wuppertal in Duitsland.

## Leven en werk
Cragg werd geboren als zoon van een elektrotechnisch ingenieur. Na het behalen van zijn middelbareschooldiploma werkte hij tijdelijk als stagiair bij een onderneming voor biochemisch onderzoek. Daarna studeerde hij aan de kunstacademie in Gloucestershire, aan de Wimbledon School of Art en ten slotte vanaf 1973 aan het Royal College of Art in Londen.
Tijdens zijn studie verschoof zijn belangstelling van schilderkunst naar beeldhouwkunst. Hij begon van touw netten te knopen die hij over alledaagse voorwerpen spande. Zijn kennismaking met het werk van de conceptkunstenaar Richard Long en het werk van Bill Woodrow in die tijd was van invloed op zijn ontwikkeling. Cragg maakte strooptochten door de natuur en verzamelde daar natuurlijk materiaal en huishoudelijk afval, dat hij voor zijn werk begon te gebruiken.
In 1976 kreeg hij een baan als docent aan de kunstacademie van Metz. Een jaar later verhuisde hij naar Wuppertal. Hij leidde enige tijd een teruggetrokken leven, om na twee jaar met een serie werken bestaande uit bontgekleurde plastic onderdelen onder de titel „New Stones, Newton's Tones“ de aandacht van het kunstminnend publiek weer op zich te vestigen.
In de jaren 80 was hij met zijn werk op vele belangrijke internationale tentoonstellingen te zien. Zo nam hij deel aan documenta VII en VIII in Kassel en aan de Biënnale van Venetië, en de Biënnale van São Paulo en Sydney. Midden jaren 80 was er een omslag in zijn werk te bespeuren. Hij werkte niet meer met losse plastic onderdelen maar begon grote bronsplastieken te maken. In 1988 kreeg hij de Turner-prijs. Sinds het einde van de jaren 80 maakt hij ook veel tekeningen. Vanaf 1979 geeft hij les aan de Kunstacademie Düsseldorf, sinds 1988 als 'Professor' en sinds 2009 is hij directeur. Van 2001 tot 2006 was hij hoogleraar voor beeldhouwkunst aan de kunstacademie in Berlijn.
Cragg is sinds 1994 lid van de Royal Academy of Arts in Londen en sinds 2002 lid van de Akademie der Künste in Berlijn. In 2002 werd hij ook benoemd tot Commandeur in de Orde van het Britse Rijk.
In 2006 kocht hij een verwilderd park van vijftien hectare in Wuppertal met de monumentale villa Waldfrieden, waar in september 2008 zijn eigen beeldenpark Skulpturenpark Waldfrieden is geopend. In de nieuwgebouwde tentoonstellingshal worden werken van collega-beeldhouwers getoond.
In 2006 presenteerde de Akademie der Künste een grote overzichtstentoonstelling van zijn werk en het werk van zijn leerlingen in het Haus am Lützowplatz in Berlijn.

## Prijzen en onderscheidingen
- 1988 - Turner Prize, Londen
- 1989 - Von-der-Heydt-Preis, Wuppertal
- 1992 - Chevalier des Arts et des Lettres
- 2001 - Shakespeare Preis
- 2002 - Piepenbrock Preis für Skulptur

## Tentoonstellingen (selectie)
- 1981 Musée d'Art et d'Industrie, Saint-Étienne, Frankrijk
- 1983 Kunsthalle Bern, Zwitserland
- 1984 Louisiana Museum for Moderne Kunst, Humlebæk, Denemarken
- 1985 Kunsthalle Winterthur, Zwitserland
- 1986 The Brooklyn Museum, New York, Verenigde Staten
- 1988 Biënnale van Venetië, Italië
- 1989 Kunstsammlung Nordrhein-Westfalen, Düsseldorf, Duitsland
- 1990 Art Institute of Chicago, Chicago, Verenigde Staten
- 1991 Van Abbemuseum, Eindhoven, Nederland
- 1992 Musée Departemental d'art Contemporain, Rochechouart, Frankrijk
- 1994 Kunstmuseum St. Gallen, Zwitserland
- 1995 Museo Nacional Centro de Arte Reina Sofía, Madrid, Spanje
- 1997 Museu d'Art Contemporani de Barcelona, Barcelona, Spanje
- 1998 Ulmer Museum, Ulm; Städtische Galerie im Lenbachhaus, München, Duitsland
- 1999 Von der Heydt-Museum, Wuppertal, Duitsland
- 2000 Tate Liverpool, Liverpool, Engeland
- 2001 Kunstsammlungen Chemnitz, Chemnitz, Duitsland
- 2003 Kunst- und Ausstellungshalle der Bundesrepublik Deutschland, Bonn, Duitsland
- 2004 Fundacao Serralves, Museu de Arte Contemporanea, Porto, Portugal
- 2005 neues museum, Staatliches Museum für Kunst und Design, Neurenberg, Duitsland
- 2006 Akademie der Künste, Berlin; Eröffnungsschau H2 - Zentrum für Gegenwartskunst, Augsburg, Duitsland
- 2007 Lehmbruck-Museum, Duisburg, Duitsland
- 2017 Mudam, Luxemburg-Kirchberg, Luxemburg

## Fotogalerij

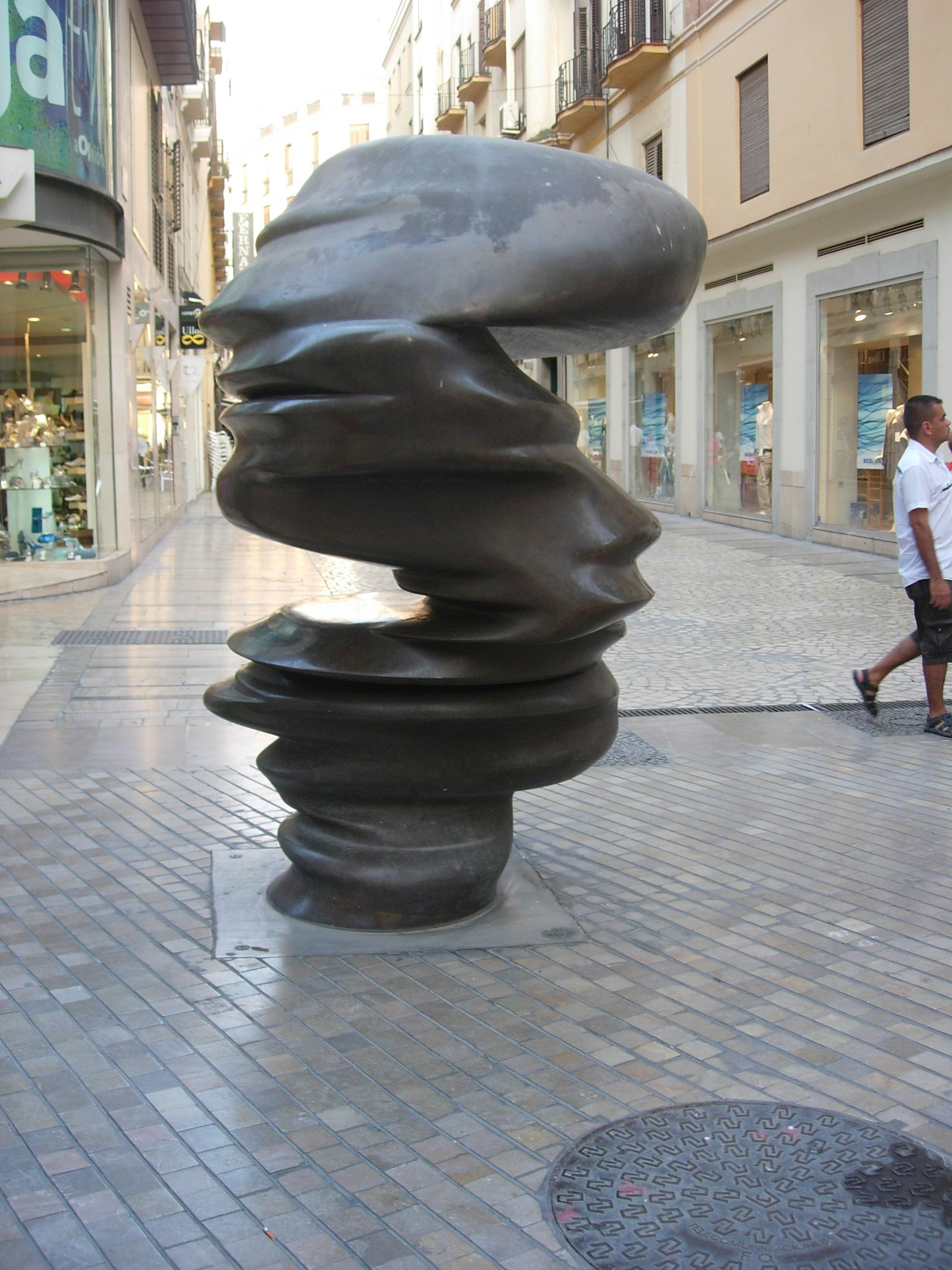
Points of View in Malaga
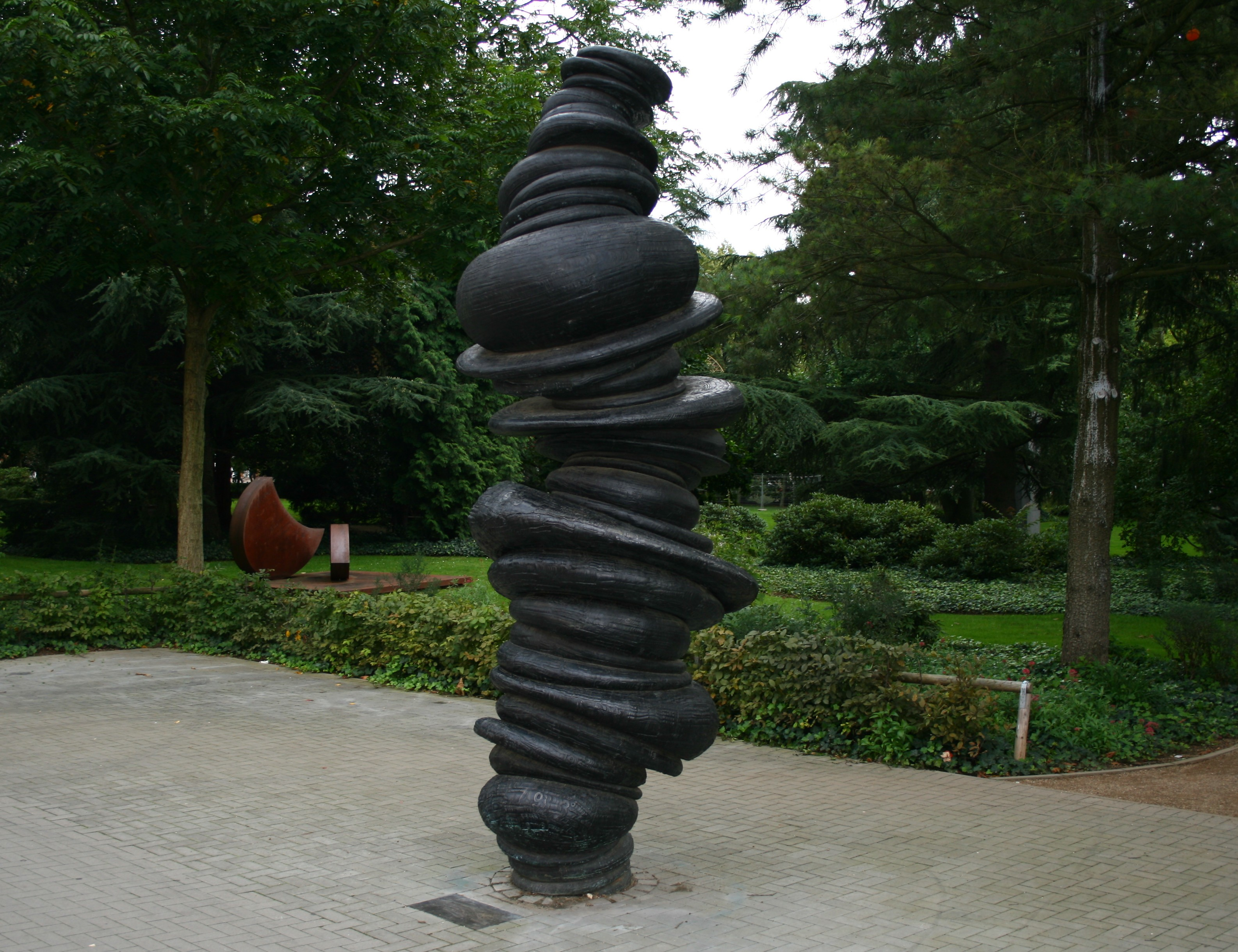
Wirbelsäule (1996), Viersen
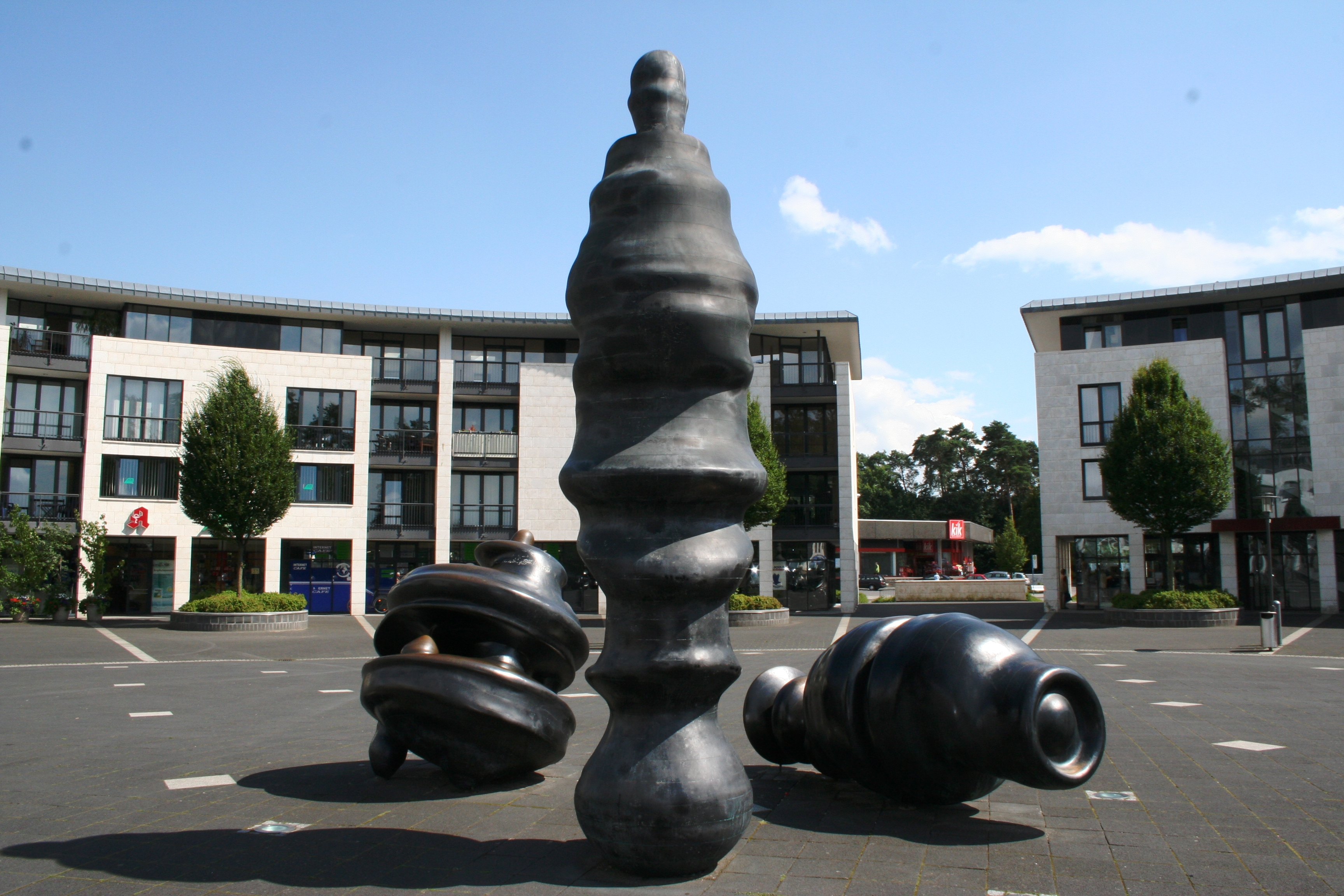
Auf der Lichtung (1997), Bielefeld
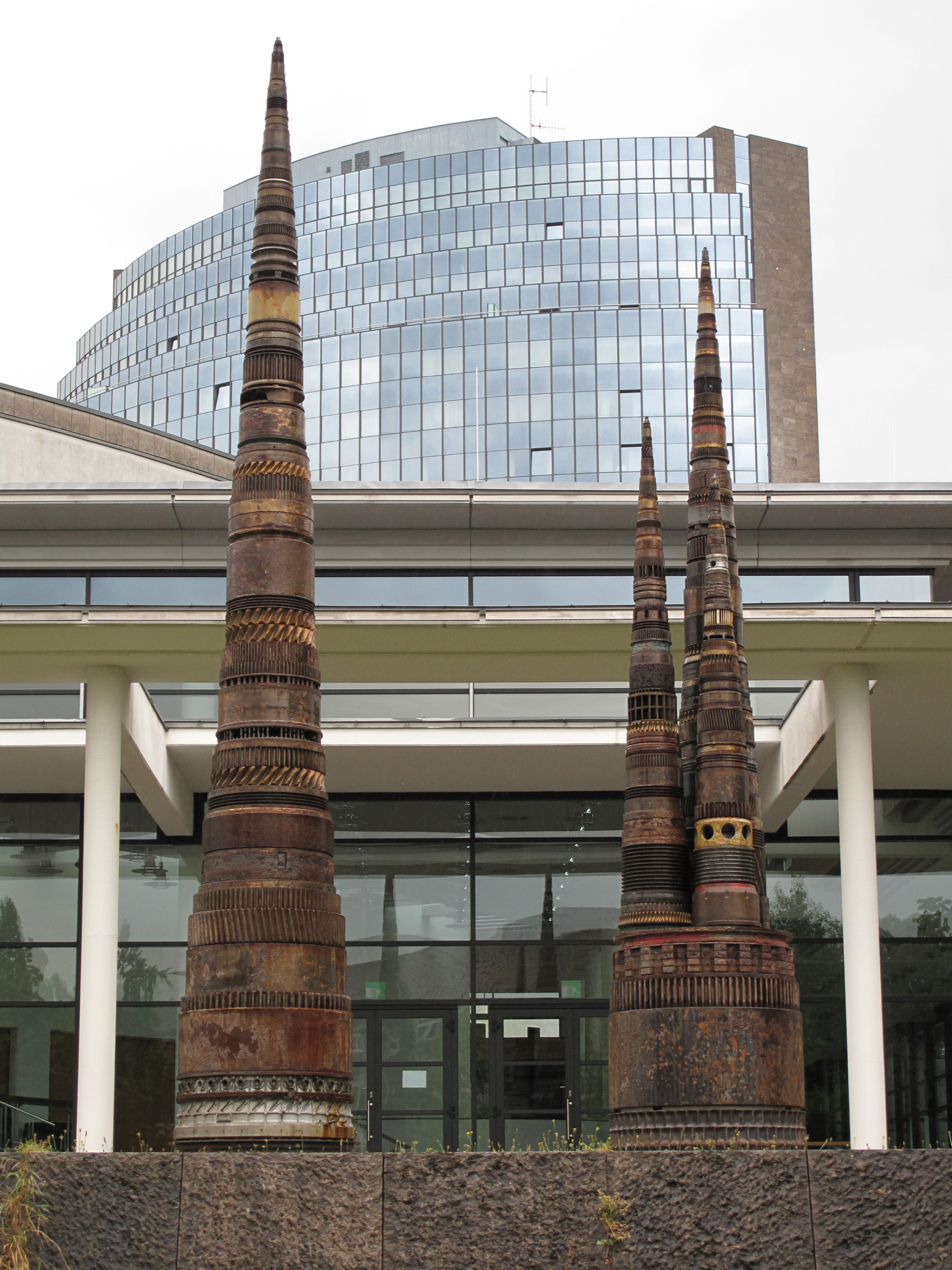
Minster (1998) in Ulm
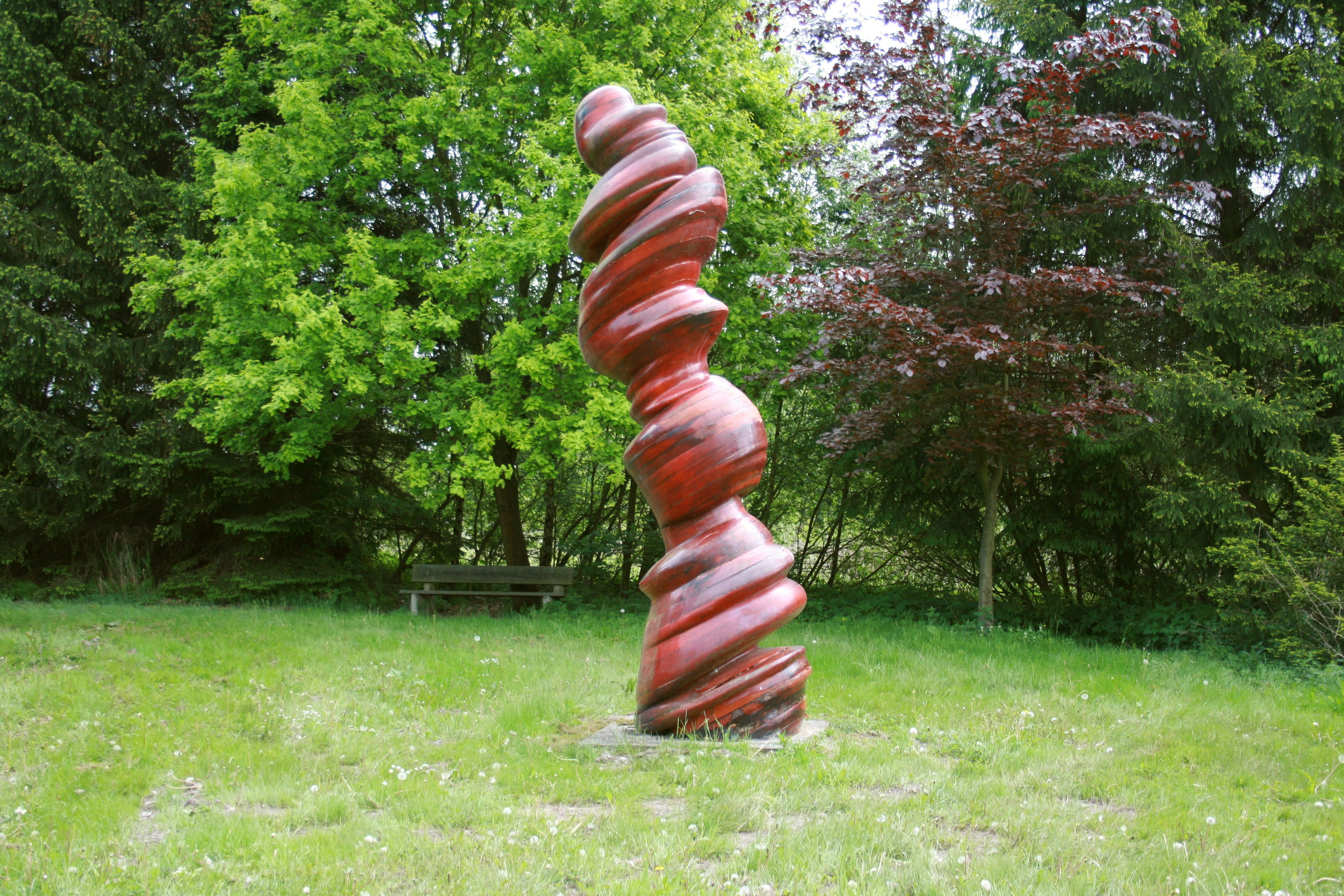
Holzkristall (2000), Neuenkirchen
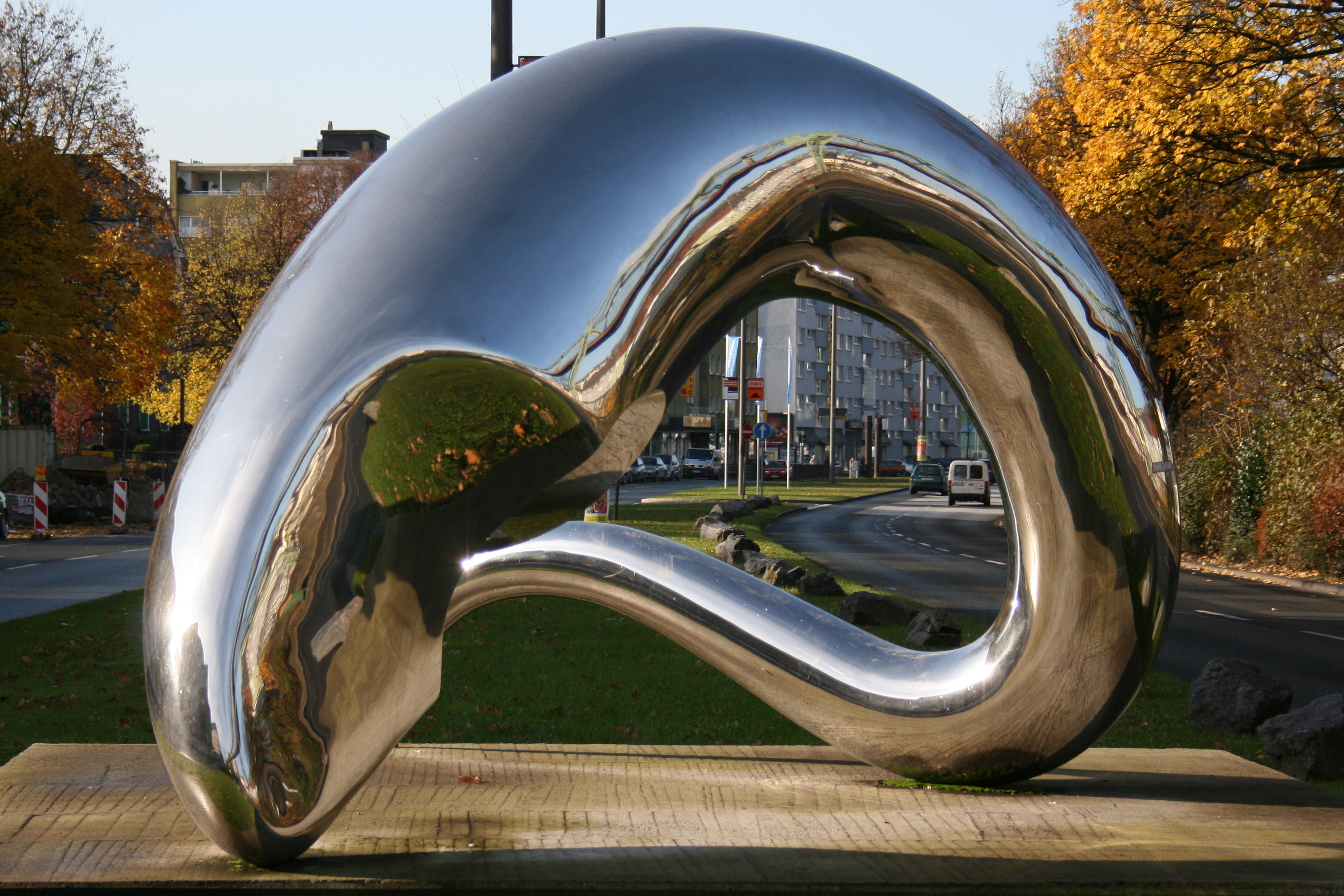
I'm alive (2005), Wuppertal